# Мідно-цинкові руди
Мідно-цинкові руди поділяються на суцільні або колчеданні (вміст сульфідних мінералів становить 50 — 90%) і вкраплені (вміст сульфідних мінералів не перевищує 20 — 50%). Мідно-цинкові руди зон первинного і вторинного збагачення являють собою складний комплекс сульфідів міді, цинку, заліза і мінералів вмісних порід. Сульфіди міді представлені звичайно халькопіритом, халькозином, ковеліном, борнітом, тетраедритом і тенантитом; сульфіди заліза — піритом, марказитом і піротином; сульфіди цинку — різними різновидами сфалери-ту. Мінерали пустої породи в рудах представлені кварцом, кальцитом, хлоритом, серицитом, тальком, гранатом, флюоритом, апатитом і ін.
Основне промислове значення має в сульфідних рудах — сфалерит, в окиснених — смітсоніт і каламін, деякі інші цинкові мінерали — цинкіт, вілеміт, франклінит мають другорядне значення.
Мідно-цинкові руди можуть містити в різних кількостях (звичайно невеликих) домішки галеніту, арсенопіриту, стибніту, каситериту і деяких інших мінералів кольорових металів. Ці руди часто містять благородні метали (золото, срібло) і рідкісні елементи (кадмій, германій, індій і ін.).
За речовинним складом мідно-цинкові руди можна розділити на чотири підгрупи: суцільні колчеданні, вкраплені сульфідні, брекчієподібні і змішані. Чітких границь між окремими підгрупами навіть у одному родовищі не спостерігається. Усі мідно-цинкові руди характеризуються складним мінеральним складом (в них виявлено близько 130 мінералів), різноманітною текстурою (від масивної до коломорфної), структурою і ступенем метаморфізму. Один і той же мінерал може бути представлений генераціями, які розрізняються формою, розміром зерен, вмістом мікродомішок і включеннями інших мінералів.
Мідно-цинкові руди різних родовищ і навіть різних ділянок одного родовища можуть суттєво відрізнятись за речовинним складом і технологічними властивостями внаслідок розходження у генезисі і ступені метаморфізму.
Залежно від стадії метаморфізму розрізняють три технологічних типи мідно-цинкових руд. Перший з них характеризується прихованокристалічною будовою. Селективна флотація руд цього типу дуже утруднена або практично неможлива. Для їхньої переробки рекомендується отримувати колективні мідно-цинкові концентрати з наступною їхньою переробкою одним із піро- або гідрометалургійних способів. Другий тип руд характеризується кристалічною будовою і високим окисненням. Для переробки руд цієї групи використовують схеми прямої селективної або колективно-селективної флотації. Третій тип руд характеризується щільною будовою і типовою сильно розвинутою тріщинуватістю в результаті динамометаморфізму. При збагаченні руд цієї групи застосовується технологія колективно-селективної флотації з використанням трьох можливих варіантів проведення колективного циклу флотації: в слабокислому, слаболужному і сильнолужному середовищах.
З точки зору технології збагачення мідно-цинкові руди належать до най-складніших типів руд. При цьому суцільні руди з вмістом сульфідів понад 70% є більш важкозбагачуваними у порівнянні з вкрапленими рудами, які містять сульфідів менше 50% .